# Tyloperla khang
Tyloperla khang är en bäcksländeart som beskrevs av Bill P.Stark och Ignac Sivec 2005. Tyloperla khang ingår i släktet Tyloperla och familjen jättebäcksländor. Inga underarter finns listade i Catalogue of Life.